# اقتصاد فرهنگی
اقتصاد فرهنگی (انگلیسی: Cultural economics) شاخه ای از اقتصاد است که رابطه فرهنگ را با نتایج اقتصادی بررسی می‌کند. اقتصاد فرهنگی اغلب با مطالعه نتایج اقتصادی نهادهای فرهنگی، در تصمیم‌گیری‌ها، مدیریت و ارزیابی دارایی‌های این نهادها، کمک می‌نماید. اقتصاد فرهنگی به عنوان یک رشته رو به رشد در اقتصاد رفتاری، نقش فرهنگ در رفتارهای اقتصادی را بررسی می‌کند.
اقتصاد فرهنگی شاخه ای از اقتصاد است که رابطه فرهنگ و نتایج اقتصادی را بررسی می‌کند. در اینجا، «فرهنگ» با اعتقادات و ترجیحات مشترک گروه‌های مربوطه تعریف می‌شود. مسائل برنامه‌نویسی شامل این می‌شود که آیا و به چه میزان فرهنگ مربوط به نتایج اقتصادی است و ارتباط آن با نهادها چیست؟ به عنوان یک زمینه رو به رشد در اقتصاد رفتاری، نقش فرهنگ در رفتار اقتصادی به‌طور فزاینده ای نشان می‌دهد که باعث ایجاد تفاوت‌های قابل توجه در تصمیم‌گیری و مدیریت و ارزیابی دارایی‌ها می‌شود.
برنامه‌های کاربردی عبارتند از مطالعه دین، هنجارهای اجتماعی ایدئولوژی، نفرت، تروریسم، اعتماد، و فرهنگ اقتصاد، باروری، باورها در عدالت توزیع مجدد، موضوع کلی تحلیلی این است که چگونه ایده‌ها و رفتارها در میان افراد از طریق شکل‌گیری سرمایه اجتماعی، شبکه‌های اجتماعی و فرایندهایی مانند یادگیری اجتماعی، مانند نظریه تکامل اجتماعی و آبشار اطلاعات، گسترش می‌یابند.
روشها شامل مطالعات موردی و مدلسازی تئوری و تجربی انتقال فرهنگی درون گروه‌های اجتماعی است. سعید ای. دالابانی در سال ۲۰۱۳ رویکرد سیستم ارزش را به جنبه ظهور فرهنگی اقتصاد کلان اضافه کرد.

## توسعه
اقتصاد فرهنگی از چگونگی شکل‌گیری خواسته‌ها و سلیقه‌ها در جامعه شکل می‌گیرد. این بخشی است که به دلیل جنبه‌های پرورش یا نوع خاصی از محیط زیست مطرح شده‌است، چون این درونی شدن آموزش و پرورش است که خواسته‌ها و تمایلات آینده آن‌ها را شکل می‌دهد. سلیقه‌های به دست آمده، به عنوان مثال نشان می‌دهند که چگونه ترجیحات می‌تواند به شکل اجتماعی شکل بگیرد.
یک حوزه تفکر کلیدی که توسعه اقتصاد فرهنگی را از اقتصاد سنتی جدا می‌کند تفاوت در نحوه تصمیم‌گیری افراد است. یک اقتصاددان فرهنگی می‌گوید که یک اقتصاددان سنتی تصمیم‌گیری را به عنوان داشتن پیامدهای ضمنی و صریح مشاهده خواهد کرد، که متأسفانه فرد بر اساس این تصمیمات ضمنی و صریح تصمیم نمی‌گیرد، بلکه بر مبنای مسیر تصمیم می‌گیرد. این مسیرها شامل نظم‌هایی است که در طول سال‌ها ساخته شده‌اند و افراد را در فرایند تصمیم‌گیری خود هدایت می‌کنند.

### ترکیب ارزش سیستم و تفکر سیستمی
اقتصاددانان نیز با نگاهی به اقتصاد فرهنگی با یک سیستم فکر شناختی شروع کرده‌اند. در این رویکرد، اقتصاد و فرهنگ هر یک به عنوان یک سیستم واحد در نظر گرفته می‌شود که در آن «تأثیرات تعامل و بازخورد تأیید شده و پویایی به طور خاص بیان می‌شود» به این معنا، وابستگی متقابل فرهنگ و اقتصاد می‌تواند با پیروی از این رویکرد ترکیب و بهتر فهمیده شود
Dawlabani کتاب MEMEnomics: سیستم نسل بعدی اقتصادی ترکیبی از ایده‌های سیستم ارزش (see value (اخلاق)) و تفکر سیستم برای ارائه یکی از اولین چارچوب‌هایی که به بررسی تأثیر سیاست‌های اقتصادی بر فرهنگ می‌پردازد، است. این کتاب به بررسی تقاطع از رشته‌های مختلف از قبیل توسعه فرهنگی، رفتار سازمانی، در تلاش برای کشف ریشه‌های اقتصاد فرهنگی می‌پردازد.

## رشد
سرعت پیشرفت تکنولوژی جدید بستگی دارد به این که مردم چگونه مصرف می‌کنند و فرهنگ را به اشتراک می‌گذارند. زمینه‌های اقتصادی فرهنگی با ظهور شبکه‌های اجتماعی آنلاین رشد کرده‌است که باعث بهبود بهره‌وری در نحوه مصرف فرهنگ شده‌است. فناوری‌های جدید نیز منجر به همگرایی فرهنگی شده‌اند که در آن همه نوع فرهنگ را می‌توان در یک دستگاه واحد مشاهده کرد. در طول تربیت، نسل فعلی و جوانتر، فرهنگ را سریعتر از پدر و مادر خود می‌گیرند از طریق رسانه‌های جدید. گوشی هوشمند یک نمونه شگفت‌انگیز از این است که در عرض چند ثانیه می‌توان از طریق یک دستگاه به تعداد زیادی از کتاب‌ها، موسیقی، گفتگو، آثار هنری و غیره دسترسی پیدا کرد. این رسانه و فرهنگ اطراف آن شروع به تأثیرگذاری بر اقتصاد می‌دانند، افزایش ارتباطات در حالی که کاهش هزینه‌ها، کاهش موانع ورود به اقتصاد تکنولوژی یا استفاده از ظرفیت بیش از حد است.

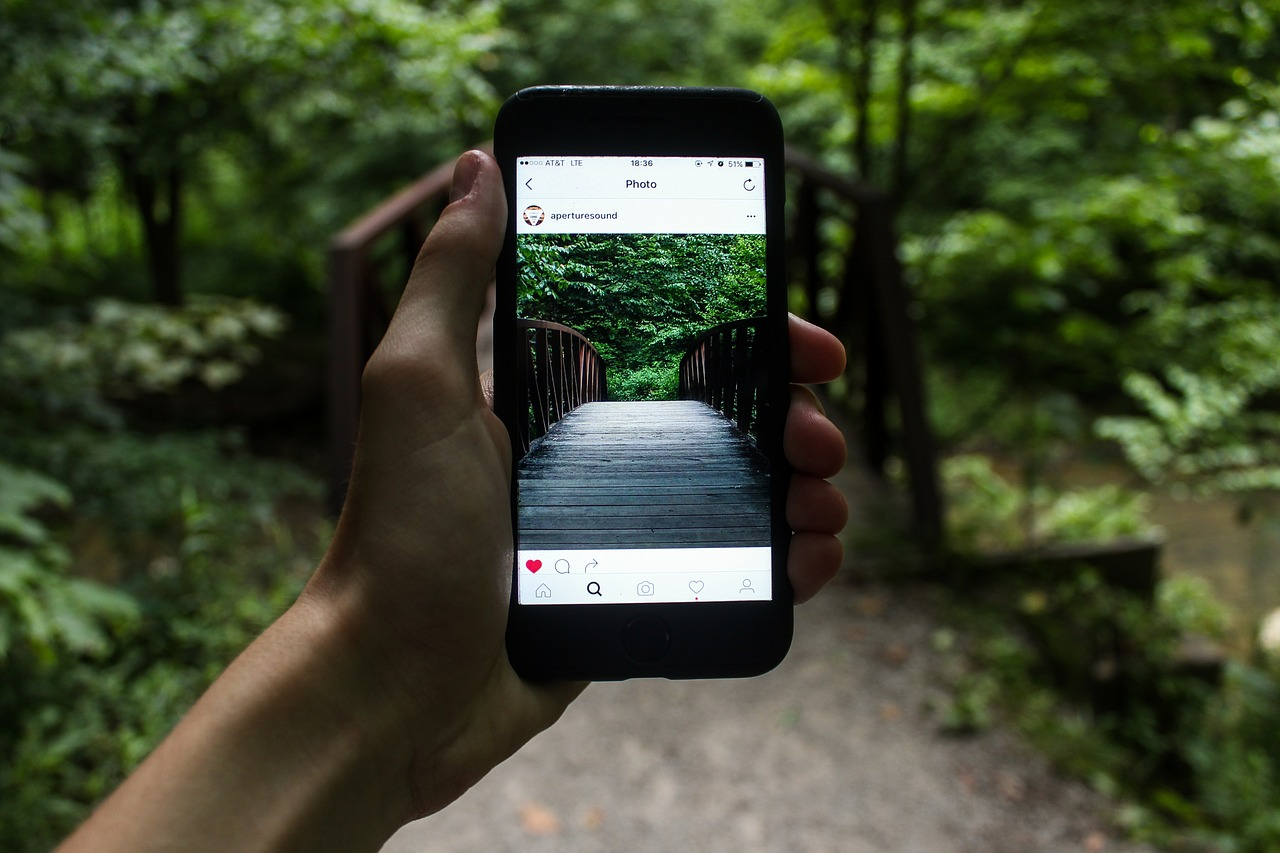
یک مثال از فرهنگ در حال مصرف از طریق گوشی‌های هوشمند.

این حوزه از زمان ظهور مطالعات اقتصادی جدیدی که بر روی یک لنز فرهنگی قرار گرفته‌اند، رشد چشمگیری نیز داشته‌است. به عنوان مثال، یک مطالعه اخیر در مورد اروپایی‌هایی که در بزرگسالی با خانواده‌هایشان زندگی می‌کنند، توسط پائولا اسپینزا، استاد دانشگاه شمال غرب، انجام شد. این مطالعه نشان می‌دهد که کسانی که از تبار جنوب شرقی اروپا هستند نسبت به کسانی که از تبار اروپای شمالی هستند مدت طولانی تری در کنار خانواده‌هایشان زندگی می‌کنند.
اسپینوزا نقد فرهنگی را به تجزیه و تحلیل خود از این تحقیق اضافه کرد، نشان می‌دهد که فرهنگ اروپای جنوبی برای ماندن در خانه طولانی‌تر است و سپس این موضوع را به این موضوع مرتبط می‌کند که چگونه افراد دیگر در خانه زندگی می‌کنند، بچه‌های کمتری را تشکیل می‌دهند و خانواده‌ها را شروع می‌کنند. کار اسپینوزا نمونه ای از چگونگی رشد اقتصاد فرهنگی است که در حال گسترش یافتن است.

## توسعه پایدار
یکی از حوزه‌هایی که اقتصاد فرهنگی در آن حضور زیادی دارد، توسعه پایدار است. توسعه پایدار به عنوان "توسعه ای که نیازهای فعلی را در سازش با توانایی نسل‌های آینده برای برآوردن نیازهای خود پیش می‌برد …" تعریف می‌شود. فرهنگ نقش مهمی در این موضوع دارد، زیرا می‌تواند تعیین کند که چگونه مردم در حال آماده شدن برای نسل‌های آینده هستند. رضایتمندی یک موضوع اقتصادی فرهنگی است که کشورهای توسعه یافته در حال حاضر با آن روبرو هستند.
اقتصاددانان معتقدند که برای اطمینان از اینکه آینده بهتر از امروز است، باید اقدامات خاصی نظیر جمع‌آوری مالیات یا «سبز شدن» برای حفاظت از محیط زیست انجام شود. سیاست‌هایی مانند این‌ها برای سیاستمداران امروزه برای ارتقای افرادی که می‌خواهند برنده رای رای‌دهندگان باشند، که دربارهٔ زمان حال عمل می‌کنند و نه در مورد آینده، سخت است. مردم می‌خواهند مزایا را در حال حاضر ببینند نه در آینده.
دیوید تراسبی، اقتصاددان فرهنگ، ایده توسعه فرهنگی را پایه‌ریزی کرده‌است که هم صنایع فرهنگی (مانند هنر) و هم فرهنگ (در معنای اجتماعی) را شامل می‌شود. او مجموعه ای از معیارها را در رابطه با مواردی که می‌تواند با تجویز سیاست‌ها مقایسه شود، به منظور تضمین رشد برای نسل‌های آینده ایجاد کرده‌است. معیارها عبارتند از:
۱. پیشرفت مواد مادی و غیر مادی توازن میان منابع اقتصادی و فرهنگی و سیاسی را نشان می‌دهد
 ۲. تساوی حقوق میان نسلی و حفظ نگهداری جوامع فرهنگی: نسل فعلی باید مسئولیت خود را در قبال نسل آینده بشناسد
 ۳. رعایت عدالت در نسل حاضر و منصفانه بودن توزیع منابع فرهنگی

۴. شناخت ارتباط متقابل:سیاست باید ارتباط بین اقتصاد و فرهنگ و سایر متغیرها را در یک سیستم کلی درک کند
با این دستورالعمل Throsby امید به خار به رسمیت شناختن بین فرهنگ و اقتصاد و این چیزی است که او معتقد است وجود ندارد از محبوب اقتصادی بحث است.

## فرهنگی سرمایه‌گذاری
به عنوان یک رشته در حال رشد در اقتصاد رفتاری نقش فرهنگ در رفتار مالی به صورت فزاینده ای نشان دهنده تفاوت‌های بسیار مهمی در مدیریت و ارزیابی دارایی‌ها است.
با استفاده از ابعاد فرهنگی که توسط شالوم شوارتز شناسایی شده‌است ثابت می‌شود که پرداخت سود سهام شرکت‌ها عمدتاً با ابعاد تسلط و محافظه کاری مشخص می‌شوند.
به‌طور خاص درجه بالاتر از محافظه کاری به بالا بودن ظرفیت و ارزش‌های پرداخت سود بستگی دارد و درجه بالاتری از تسلط به مخالفت جمع وابسته است.
یک مطالعه دیگر نقش فرهنگ را بر مدیریت درآمد، با استفاده از ابعاد فرهنگی جررت هوفستد و شاخص مدیریت درآمد توسعه یافته توسط مسیحی لوتز، بررسی کرد؛ که شامل استفاده از تغییرات تعهدی برای کاهش نوسان در درآمد گزارش شده، استفاده از تغییرات تعهدی برای کاهش نوسان در جریان‌های نقدی عملیاتی گزارش شده، استفاده از اختیارات حسابداری برای کاهش گزارش‌های زیان‌های کوچک و استفاده از اختیارات حسابداری در هنگام گزارش عملیات درآمدی می‌باشد.
مشخص شد که ابعاد فردگرایی هوفستد با مدیریت درآمد رابطه منفی دارد و با اجتناب از عدم قطعیت رابطه مثبتی دارد. مایکل تایلارد، اقتصاددان رفتارگرایانه نشان داد که رفتارهای سرمایه‌گذاری عمدتاً به دلیل عوامل رفتاری ناشی از تأثیر فرهنگ بر روی روان‌شناسی سرمایه‌گذاران در ملت‌های مختلف است، به جای آنکه منطقی به نظر می‌رسد، با مقایسه ابعاد فرهنگی مورد استفاده توسط هرتس هافستد و رابرت هون، تأثیرات قوی و خاصی شناسایی شد در رفتارهای ناشی از ریسک ناشی از ابعاد هم پوشانی فرهنگی میان آن‌ها که در طول یک دوره ۲۰ ساله ثابت باقی ماند.
در رابطه با سرمایه‌گذاری، مطالعات متعدد تأیید شده‌است که تفاوت‌های بیشتر بین فرهنگ‌های ملت‌های مختلف، میزان سرمایه‌گذاری بین این کشورها را کاهش می‌دهد. ثابت شده‌است که هر دو تفاوت فرهنگی بین کشورها و همچنین میزان سرمایه‌گذاری ناآگاهانه با فرهنگ خودشان در سرمایه‌گذاری در این کشورها کاهش می‌دهد و این عوامل با بازده‌های آینده منفی است و هزینه‌های حق بیمه در مورد درجه خارجی بودن سرمایه‌گذاری با وجود این، بازارهای سهام به‌طور کلی به وسیلهٔ ابزارهای قیمت سهام به نمایش درمی آیند، که دو عامل بزرگترین عوامل مرتبط با آن عبارتند از نسبت تجارت بین کشورها و نسبت تولید ناخالص داخلی ناشی از سرمایه‌گذاری مستقیم خارجی.
حتی این عوامل در نتیجه منابع رفتاری هستند، اگرچه گزارش جهانی سرمایه‌گذاری سازمان ملل متحد (۲۰۱۳) نشان می‌دهد که ادغام منطقه ای با سرعت بیشتری نسبت به روابط خارجی دور افتاده، تأیید یک مطالعه قبلی که نتیجه‌گیری آن این است که کشورهای نزدیک به یکدیگر تمایل بیشتری به یکپارچه سازی دارند. از آنجا که افزایش فاصله فرهنگی، میزان سرمایه‌گذاری مستقیم خارجی را کاهش می‌دهد، این امر منجر به همبستگی منحنی شتاب‌دهنده بین رفتار مالی و فاصله فرهنگی می‌شود. هنگام پیش‌بینی، ارزیابی سهام مفید است.
در جورجیا، مشخص شد که ۸۴٪ متغیر در بازده سهام با استفاده از عرضه مخربی، ساختار مدت نرخ بهره، رشد بهره‌وری در صنعت و حق بیمه ریسک تعیین شده‌است. اما در همه موارد با نرخ تورم یا سود سهام تحت تأثیر قرار نگرفت. در نیجریه هر دو شاخص واقعی تولید ناخالص داخلی و شاخص قیمت مصرف‌کننده هر دو عوامل پیش‌بینی کننده مفید بودند، اما نرخ ارز خارجی نبود. در زیمبابوه، تنها عرضه پول و قیمت نفت به عنوان پیش‌بینی کننده سود ارزیابی بازار سهام شناخته شد. [۴۵] هند نرخ ارز، شاخص قیمت عمده فروشی، قیمت طلا و شاخص بازار را به عنوان عوامل مفید تعیین کرد. مطالعه جامع جهانی از رومانی تلاش کرد تا شناسایی کند که آیا عوامل ارزیابی بازار سهام از لحاظ فرهنگی جهانی هستند، شناسایی نرخ‌های بهره، تورم و تولید صنعتی، اما متوجه شد که نرخ ارز، حجم مبادله ارز و تجارت همه را به رومانی منحصر می‌کند.